# Studenternas Idrottsplats
Lo Studenternas Idrottsplats, comunemente abbreviato in Studenternas IP, è un complesso sportivo della città di Uppsala, in Svezia.
È composto da due aree adiacenti tra loro, ovvero uno stadio dedicato al calcio e uno stadio per sport invernali come il bandy.
Il rinnovato impianto calcistico ha una capacità di circa 10 000 posti. Quello invernale può contenere solitamente 8 000 spettatori anche se, in occasione di eventi speciali quali ad esempio le finali nazionali di bandy, il suo assetto viene esteso a poco più di 20 000 posti.
Entrambi sorgono sulla sponda occidentale del fiume Fyrisån.
Vi si sono giocate diverse edizioni della finale del campionato svedese di football americano.

## Storia

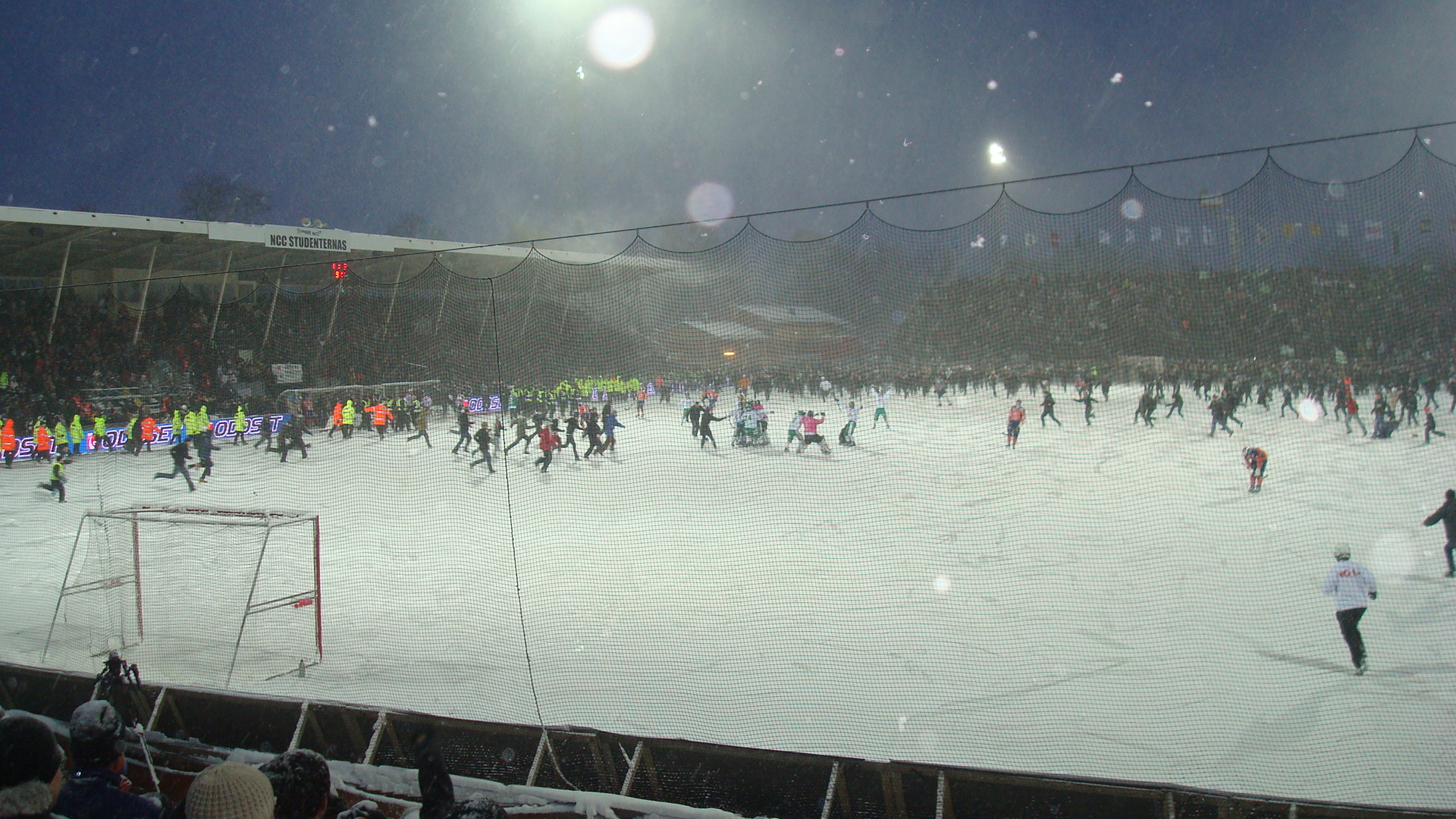
Lo stadio del bandy nel 2010

Lo Studenternas IP è stato aperto nel 1909, due anni dopo la fondazione della locale squadra di calcio del Sirius, il suo più importante utilizzatore.
Il 13 ottobre 1968 si è registrato il record di pubblico per una partita di calcio, quando il Sirius ha battuto 1-0 il Landskrona BoIS e ha conquistato la sua prima promozione in Allsvenskan davanti a 12 546 persone.
Il record assoluto di pubblico per una competizione sportiva spetta però alla finale dell'Elitserien 2010 di bandy – uno sport di squadra giocato sul ghiaccio – finale che ha visto l'Hammarby prevalere sul Bollnäs GIF con un pubblico di 25 560 spettatori (per l'occasione erano state allestite apposite tribune aggiuntive). Le finali di bandy allo Studenternas IP sono state un appuntamento fisso dal 1991 fino al 2012, quando sono state spostate alla più capiente Friends Arena di Solna e successivamente alla Tele2 Arena di Stoccolma. L'evento è tornato ad essere disputato allo Studenternas IP nel 2018.
In qualità di impianto di casa del Sirius, lo stadio è tornato ad ospitare partite di Allsvenskan di calcio nel 2017, grazie alla promozione ottenuta l'anno precedente dal club. La squadra nerazzurra, che a fine stagione ha poi conquistato la salvezza, era alla sua quarta presenza assoluta nella massima serie, dopo le apparizioni del 1969, del 1973 e del 1974.

### Progetti

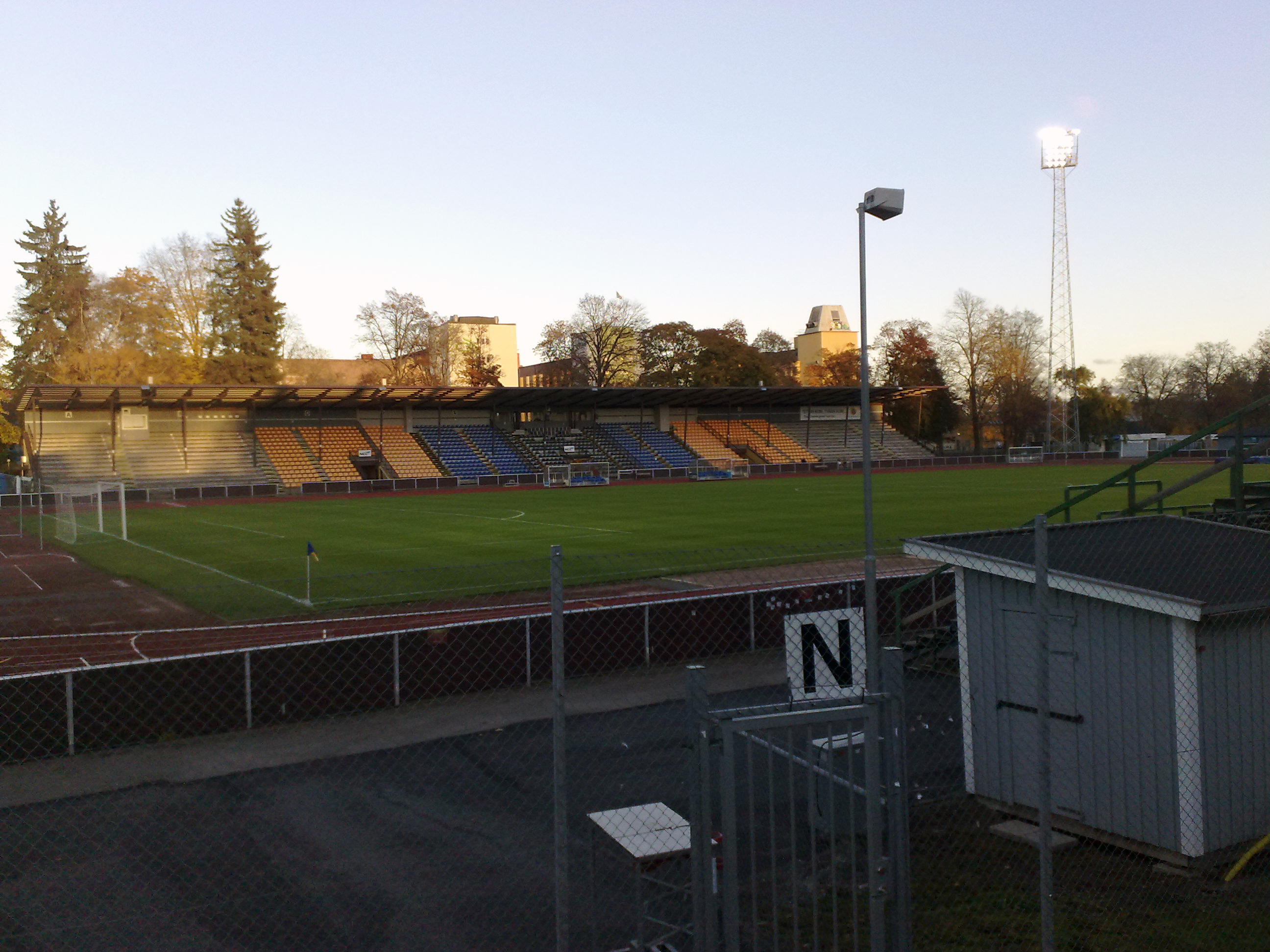
Il vecchio impianto calcistico prima dei lavori di ricostruzione

Tra il 2017 e il 2020, lo stadio calcistico dello Studenternas IP è stato oggetto di un profondo rinnovamento, con una graduale demolizione delle tribune che sono state progressivamente sostituite da nuove strutture sullo stesso sito. Il progetto è stato approvato nel 2015 per un costo previsto di 720 milioni di corone. Nonostante i lavori in corso, il Sirius ha comunque potuto giocare le sue partite casalinghe davanti al proprio pubblico (fatta eccezione per le restrizioni dovute alla pandemia di COVID-19) dato che le parti dello stadio non ancora interessate dalle ristrutturazioni sono rimaste comunque aperte.

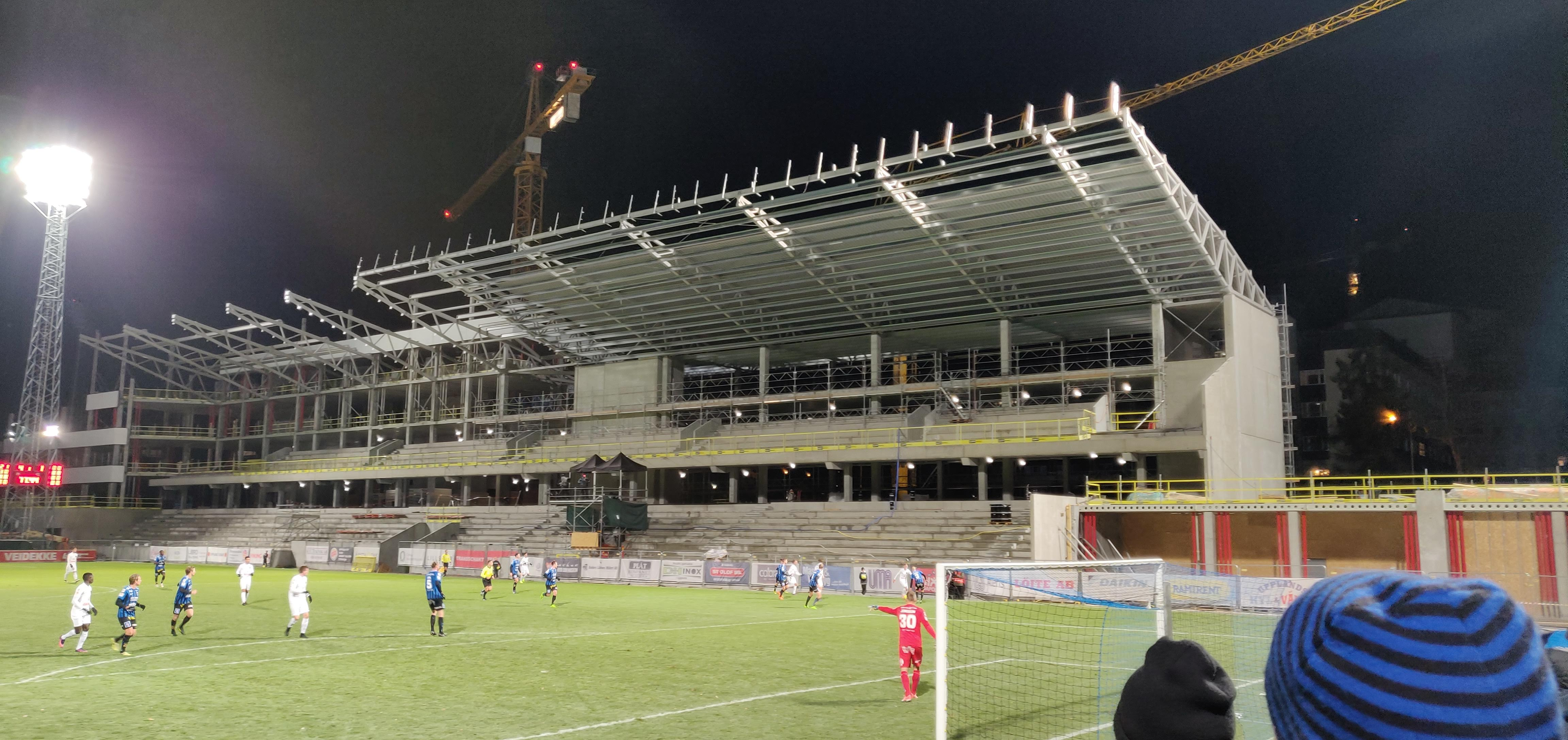
Lo stadio nel 2018, durante i lavori di costruzione del nuovo Studenternas IP

Vista la contemporanea scomparsa della pista d'atletica, le attività legate all'atletica leggera si sono spostate in nuove strutture situate nel quartiere di Gränby.
Il nuovo Studenternas IP, ultimato nel 2020, ha una capacità di circa 10 000 spettatori, espandibili fino a circa 15 000 in caso di concerti.

## Football americano

### Tornei per club

#### Superserien
| Uppsala 24 settembre 2011 XXVI SM-Finalen | Carlstad Crusaders | 20 – 7 | Tyresö Royal Crowns | Studenternas Idrottsplats |

| Uppsala 14 luglio 2012 XXVII SM-Finalen | Carlstad Crusaders | 24 – 0 | Tyresö Royal Crowns | Studenternas Idrottsplats |

| Uppsala 6 settembre 2015 XXX SM-Finalen | Carlstad Crusaders | 42 – 17 | Örebro Black Knights | Studenternas Idrottsplats |